# 杉崎直司
杉崎 直司 (すぎさき なおじ)は、日本の元レーシングドライバー。

## 経歴
1971年から活躍しており、富士GCシリーズなどで活躍。日産系のドライバーの1人として活躍しており、日産・スカイラインGT-Rで活躍。好成績を残し、1979年にはマイナーツーリングでチャンピオンを獲得した。全日本F2選手権にも参戦した。1990年には、全日本ツーリングカー選手権にもトムスより参戦。トヨタ・スープラをドライブした。
引退後は実業家に転身。杉崎運輸•杉崎観光バスの代表取締役社長を経て、2024年現在は杉崎運輸の代表取締役会長を務める。